# 山口遊学校 (テレビ番組)
『親子で体験!山口遊学校』（おやこでたいけん やまぐちゆうがっこう）は、広島テレビで放送された情報番組。

## 内容
山口県内で毎年7月中旬から11月後半まで開催される体験教室「山口遊学校」の内容などを紹介していた。したがって、放送期間は7月から9月中旬までとなっていた。

## 放送時間
- 土曜日 11:40 - 11:45

## 出演者
- 大滝さやか（リポーター）
- 木谷智美（リポーター）
- 島崎翠花